# Bad Emstal
Bad Emstal är en kommun i Landkreis Kassel i Regierungsbezirk Kassel i förbundslandet Hessen i Tyskland.
Kommunen Emstal bildades 1 januari 1967 genom en sammanslagning av de tidigare kommunerna Merxhausen och Sand följt av Balhorn och Riede 31 december 1971 Namnet ändrades till Bad Emstal 1992.